# Cyclocephala vincentiae
Cyclocephala vincentiae är en skalbaggsart som beskrevs av Gilbert John Arrow 1900. Cyclocephala vincentiae ingår i släktet Cyclocephala och familjen Dynastidae. Inga underarter finns listade i Catalogue of Life.